# Myint Swe
Myint Swe (en birmano: မြင့် ဆွေ; pronunciado [mjɪ̰ɰ̃ sʰwè]; 24 de junio de 1951 - 7 de agosto de 2025) fue un político birmano, que se desempeño como tercer primer vicepresidente de la República de la Unión de Myanmar (Birmania) desde marzo de 2016 hasta agosto de 2025. 
Anteriormente se desempeñó como presidente interino de Myanmar después de la renuncia del presidente Htin Kyaw el 21 de marzo de 2018. También ocupó el cargo de ministro principal de la Región de Yangón del 30 de marzo de 2011 al 30 de marzo de 2016. El 30 de marzo de 2016, juró como vicepresidente de Myanmar. Es un exoficial militar de la etnia mon en el ejército de Myanmar con el rango de teniente general. Fue declarado presidente en funciones después del golpe de Estado del 1 de febrero de 2021, pero transfirió el poder a Min Aung Hlaing.

## Carrera política

### Presidente interino
El 21 de marzo de 2018, tras la repentina dimisión de Htin Kyaw como presidente de Myanmar, Myint Swe juró como presidente en funciones en virtud de la Constitución de Myanmar, que también pidió a la Asamblea que eligiera un nuevo presidente dentro de los siete días siguientes a la dimisión de Htin Kyaw.
El 1 de febrero de 2021, Myint Swe volvió a ser presidente en funciones después de que las Fuerzas Armadas de Myanmar destituyeran a Win Myint de su cargo, tras un golpe de Estado, en virtud del artículo 424 de las Disposiciones sobre el estado de emergencia.

## Fallecimiento
Swe falleció el 7 de agosto de 2025 en Naipyidó, debido a un cuadro de trastornos neurológicos y una neuropatía periférica.